# Trigonidium exiguum
Trigonidium exiguum är en insektsart som beskrevs av Perkins, R.C.L. 1899. Trigonidium exiguum ingår i släktet Trigonidium och familjen syrsor. Inga underarter finns listade i Catalogue of Life.